# Stenasellus monodi
Stenasellus monodi är en kräftdjursart som beskrevs av Guy Magniez 2000. Stenasellus monodi ingår i släktet Stenasellus och familjen Stenasellidae. Inga underarter finns listade i Catalogue of Life.